# Mehmed Abdülkerim
Le prince Mehmed Abdülkerim, né le 27 juin 1906 à Constantinople et mort le 3 août 1935 à New York est un prince ottoman, le fils de Mehmed Selim et le petit-fils du sultan Abdülhamid II.

## Biographie
Il fait ses études au lycée de Galatasaray, à Istanbul.
Après l'abolition de l'Empire ottoman en 1922, il part pour le Liban avec son père, puis il voyage au Japon.
En 1933, Abdülkerim est invité au Japon par son gouvernement afin de créer un État au Turkestan oriental, on lui propose de devenir le chef de ce nouvel État,, sans doute dans le souci de tirer parti de son statut du prétendant au trône ottoman pour aider l’Empire japonais à sensibiliser les musulmans d’Asie centrale en conflit avec l’Union soviétique.
Mais après que les Chinois aient pris possession de la région, il part vivre aux États-Unis.
Il est tué dans une chambre d'hôtel, son neveu dit plus tard que ce sont les Chinois qui l'ont tué,.